# Freden i Saint-Germain (1679)
 For alternative betydninger, se Freden i Saint-Germain. (Se også artikler, som begynder med Freden i Saint-Germain)
Freden i Saint-Germain, som sluttedes mellem Frankrig, Sverige og Markgrevskabet Brandenburg blev undertegnet den 29 juni 1679 i Saint-Germain-en-Laye, afsluttede fjendtlighederne mellem Sverige og Brandenburg under den Skånske Krig. Det var den fjerde fred i en serie som afsluttede den krig på Frankrigs side som Sverige drog ind i 1674. Trods sine sejre over svenskerne måtte kurfyrsten Frederik Vilhelm den Store af Brandenburg-Preussen afgive Forpommern til Sverige, da hans allierede Holland og Det tysk-romerske Rige forlader ham, og stod alene med Danmark overfor det overmægtige Frankrig. I skuffelse af dette adfærd sluttede han sig nu til tæt til Frankrig og forpligtigede sig til i en hemmeligholdt aftale af 25. oktober 1679, at give sin stemme ved et nyt kejservalg til Ludvig 14. af Frankrig. 
Med fredsaftalen voksede kurfyrstens landområde kun med en lille landstrimmel øst for floden Oder med byerne Kammin og Greifenhagen, han måtte dog ikke opføre nogen befæstninger. Smerteligt var tabet af havnebyerne Stralsund og Stettin og øen Rügen, som forhindrede Brandenburgs planer om at udvide den oversøiske handel på grund af ugunstige tilgang til Østersøen. Svenskerne gav afkald til fordel for Brandenburg på deres andel af Kolbergs toldpenge; Frankrig betalte for Sverige 300.000 Taler til kurfyrsten.

## Baggrund
1672 blev Sverige inddraget i den europæiske storpolitik og indgik et forbund Frankrig mod Holland. Sveriges engagement var at gribe ind mod  de tyske fyrster som skulle støtte hollænderne ved et fransk angreb. Som udbytte fik  Sverige øekonomis støtte, samt at Frankrig lovede at ikke støtte Danmark ved et angreb mod Sverige. Efter fransk tryk gik Sverige i krig mod Markgrevskabet Brandenburg i 1674 og led i juli 1675 et prestigemæssigt nederlag i "Slaget vid Fehrbellin" som var et slag mellem Sverige og Brandenburg, ved Fehrbellin, 50 kilometer nordvest for Berlin. Efter dette befandt Sverige snart sig i krig med Brandenburg, Det tysk-romerske Rige, Holland, Danmark, Spanien, fyrsterne af Lüneburg og fyrstebiskoppen af Münster. Krigen i Nordtyskland gik dårligt for Sverige og de fleste af besiddelserne i Pommern blev tabt. Mod Danmark i den Skånske Krig, gik det bedre for Sverige som der kunne forsvare sig (krigen fik ingen bestemt sejrherre).